# 謝瀹
謝 瀹（しゃ よう、454年 - 498年）は、南朝宋から斉にかけての官僚。字は義潔。本貫は陳郡陽夏県。兄は謝朏。

## 経歴
謝荘の子として生まれた。車騎行参軍を初任とし、秘書郎・司徒祭酒・丹陽丞・撫軍功曹を歴任した。昇明3年（479年）、蕭賾が中軍大将軍となると、謝瀹は召し出されて記室となった。
斉が建てられると、謝瀹は太子中舎人に転じた。建元初年、桂陽王蕭鑠の王友となった。老齢の母を養うため、安成郡内史として出向した。建康に召還されて中書郎となった。王倹に召し出されて衛軍長史となり、礼遇を受けた。黄門郎に任じられ、吏部を兼掌した。ほどなく太子中庶子に転じた。
驍騎将軍を兼ね、長史兼侍中に転じたが、謝瀹は目まぐるしく官位が変わることを理由に、固辞して受けなかった。武帝（蕭賾）は早く任につくように命じ、別に朝廷の宿直を停止させた。司徒左長史に転じ、呉興郡太守として出向した。母が死去したため、官を去って喪に服した。喪が明けると、吏部尚書となった。
明帝のとき、右軍将軍の号を加えられた。侍中に転じ、太子中庶子・豫州中正を兼ねた。永泰元年（498年）、散騎常侍・太子詹事に転じた。その年のうちに死去した。享年は45。金紫光禄大夫の位を追贈された。諡は簡子といった。

## 逸話・人物
- 謝瀹が7歳のとき、王景文が謝瀹と会って感心し、宋の孝武帝に言上した。孝武帝は多くの人の集まる中に謝瀹を召し出して、挙動を観察すると、その応対は道理に合っていた。孝武帝はたいへん喜んで、公主を妻に迎えるよう謝瀹に命じたが、劉子業が殺害される事件が起こると、取りやめになった。後に僕射の褚淵が謝瀹の性格を好ましく思って、娘をとつがせた。
- 謝瀹が呉興郡太守であったとき、長城県民の盧道優の家が強盗に遭い、盧道優は同県の殷孝悌ら4人を犯人として告発した。謝瀹は殷孝悌らを県の獄に収監して取り調べさせた。殷孝悌の母は盧道優が殷孝悌を誣告したものと訴えた。謝瀹は殷孝悌の母の訴えを聞くと、事件がひっくり返ったことを建康に報告し、盧道優を法により斬刑に処した。
- 謝瀹が典薬の吏に湯を沸かすさせていたところを失火し、呉興郡外の斎南廂屋5間を焼いてしまった。そこで謝瀹は我が身を鞭打たせ、御史に奏上させた。
- 隆昌元年（494年）、西昌侯蕭鸞が鬱林王蕭昭業を廃位するため、兵を率いて殿中に入ると、側近たちが驚いて逃げ出し、謝瀹に報告した。謝瀹は客と囲碁を打っていたが、1子打つたびに「それ意あるべし」と言うばかりだった。対局が終わると、帰って寝てしまい、外の情勢を問わなかった。明帝（蕭鸞）が即位すると、謝瀹は病にかこつけて官の仕事をしなかった。
- 後に明帝が宴会を開くと、功臣たちが酒を献上し、尚書令の王晏らが席を立ったが、謝瀹はひとり立ち上がらず、「陛下が即位されたのは、天命に従い民心に順応したからですが、王晏は天の功をおのれの力であるかのように妄言しております」と言った。明帝は大笑いして謝瀹を許した。
- 兄の謝朏が呉興郡太守となったが、上申の仕事が遅れていたため、謝瀹が代わって上申した。明帝は謝朏の筆跡でないのを見とがめて、やり直させた。

## 子女
- 謝覧
- 謝挙

## 伝記資料
- 『南斉書』巻43 列伝第24
- 『南史』巻20 列伝第10